# Anton Seidel

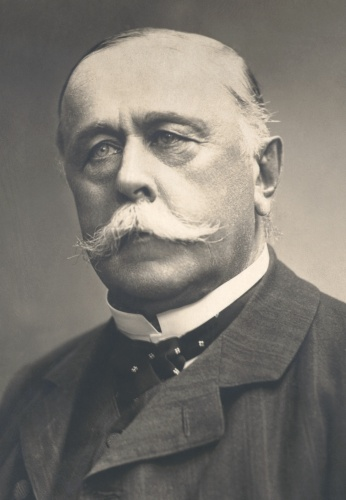
Anton Seidel

Anton Seidel (* 8. Juli 1855 in Füllstein, Mähren; † 2. März 1925 ebenda) war ein österreichischer Politiker der Deutschen Volkspartei und später der Deutschen Agrarpartei.

## Ausbildung und Beruf
Seidels Heimatort Füllstein liegt im Hotzenplotzer Ländchen, das eine Enklave Mährens bildete, die vom Gebiet Österreichisch-Schlesiens umgeben war. Nach dem Besuch der Volksschule ging er an das Untergymnasium in Troppau/Opava und wurde danach Landwirt in Füllstein. Dort war er auch Mitgründer und Obmann des Spar- und Darlehensvereins Füllstein und Umgebung.

## Politische Mandate
Von 1897 bis 1918 gehörte Seidel dem Abgeordnetenhaus im Reichsrat an. In der IX. und X. Legislaturperiode vertrat er dort die Kurie der mährischen Landgemeinden 10 und – nach der Wahlrechtsreform von 1907 – in der XI. und XII. Legislaturperiode den Wahlbezirk Mähren (deutsch) 14. Im Parlament gehörte er zunächst dem Klub der Deutschen Volkspartei, ab 1907 dem Deutschnationalen Verband und ab 1910 der Gruppe der Deutschen Agrarpartei im Deutschen Nationalverband an. Zudem war er 1896–1906 und 1913–1918 Abgeordneter zum Mährischen Landtag. Nach dem Zerbrechen der Habsburgermonarchie war Seidel vom 21. Oktober 1918 bis 16. Februar 1919 Mitglied der Provisorischen Nationalversammlung im Verband der deutschnationalen Parteien (DnP).